# Sieghartskirchen
Sieghartskirchen osztrák mezőváros Alsó-Ausztria Tullni járásában. 2022 januárjában 7758 lakosa volt. 

## Elhelyezkedése

Sieghartskirchen a Tullni járásban

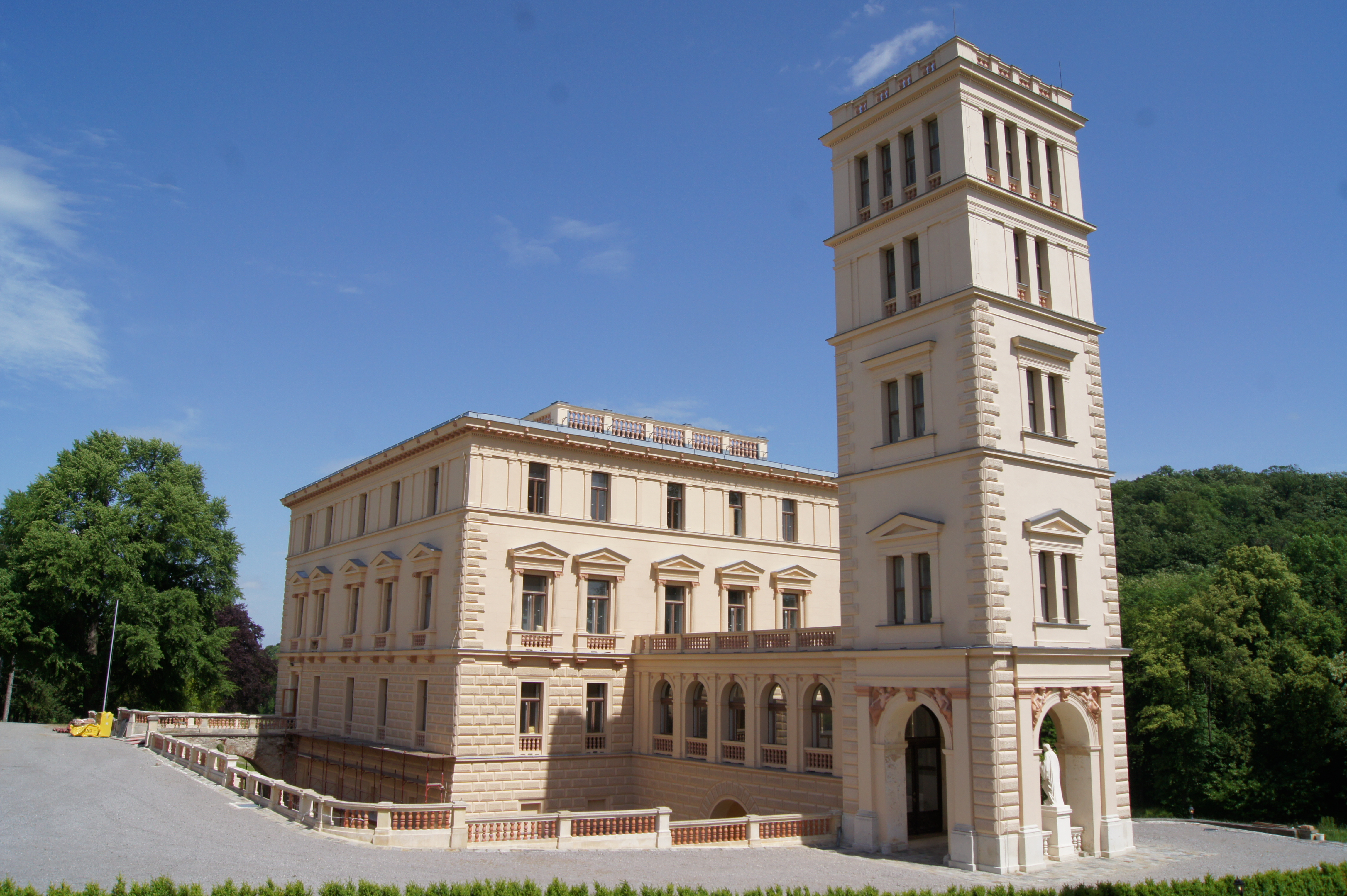
A rappoltenkircheni kastély

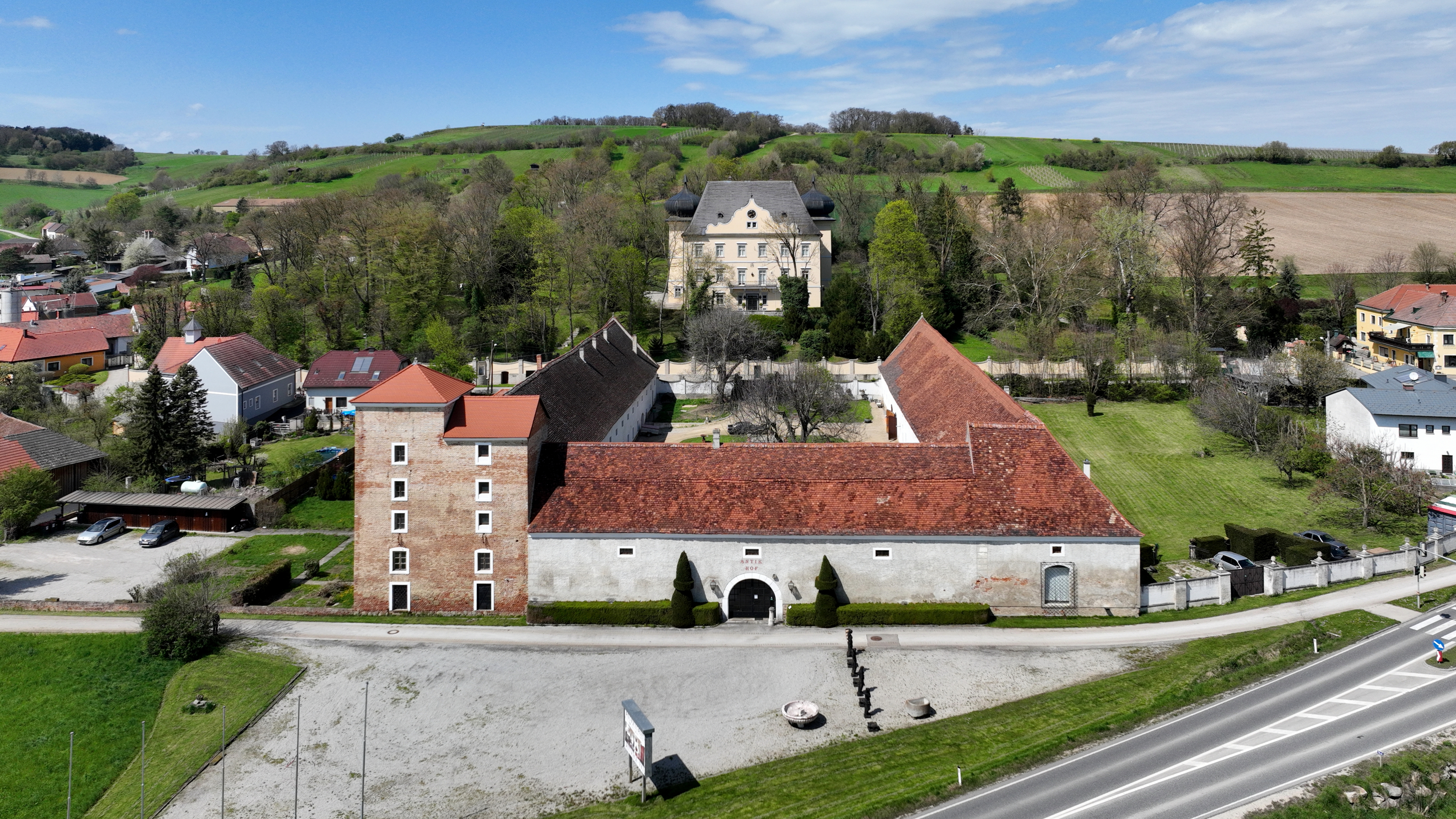
A plankenbergi kastély

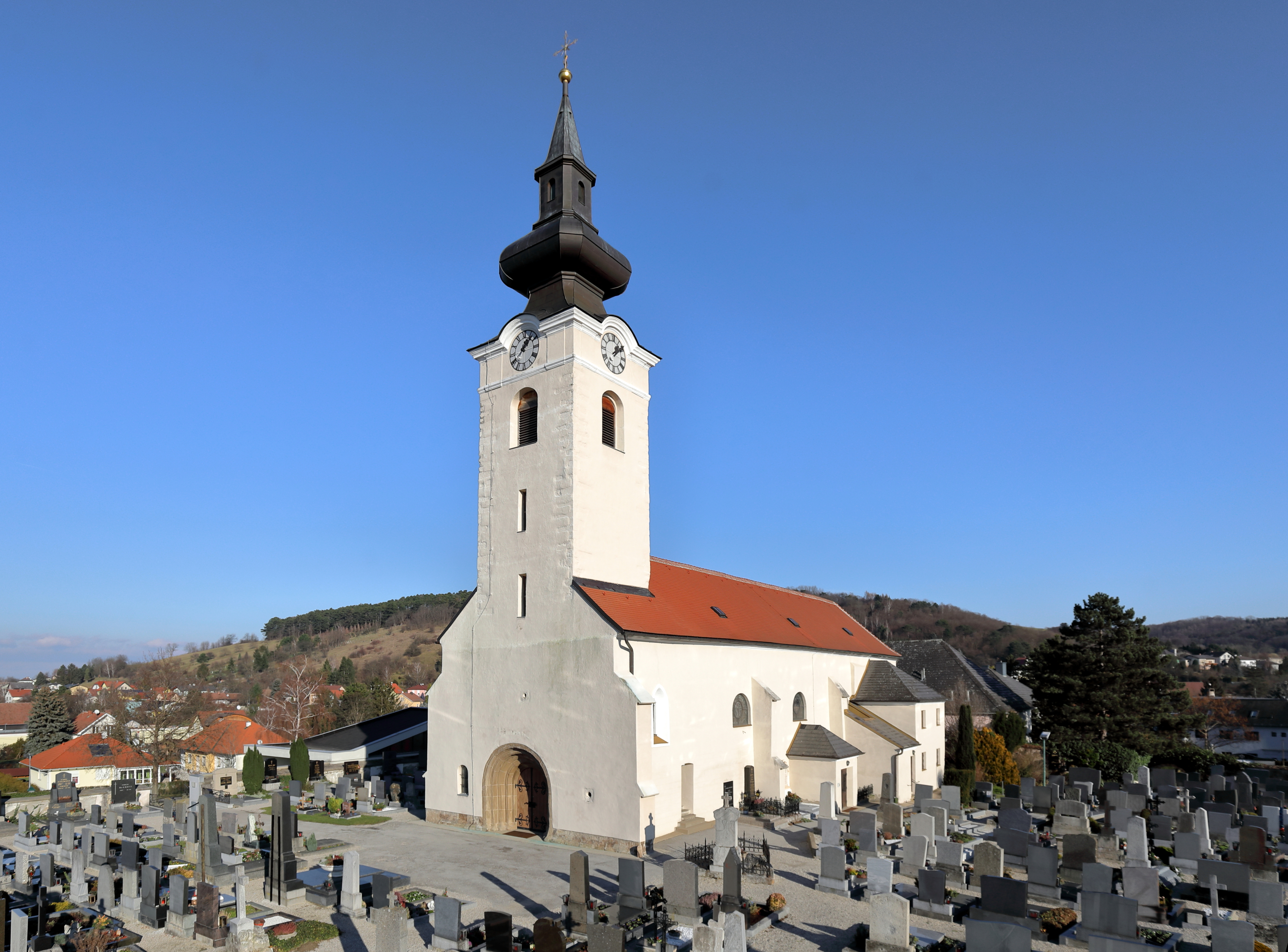
A Szt. Margit-plébániatemplom

Sieghartskirchen a tartomány Mostviertel régiójában fekszik a Kleine Tulln folyó mentén. Legmagasabb pontja a 435 méteres Rauchbuchberg. Területének 36,4%-a erdő, 50,2% áll mezőgazdasági művelés alatt. Az önkormányzat 25 települést egyesít: Abstetten (209 lakos 2022-ben), Dietersdorf (315), Einsiedl (102), Elsbach (568), Flachberg (53), Gerersdorf (67), Gollarn (127), Henzing (186), Kogl (434), Kracking (21), Kreuth (208), Kronstein (25), Ollern (491), Öpping (73), Penzing (45), Plankenberg (300), Ranzelsdorf (87), Rappoltenkirchen (474), Reichersberg (172), Ried am Riederberg (336), Riederberg (172), Röhrenbach (162), Sieghartskirchen (2161), Wagendorf (60) és Weinzierl (188).
A környező önkormányzatok: északnyugatra Michelhausen, északra Judenau-Baumgarten, északkeletre Tulln an der Donau, keletre Tulbing és Gablitz, délkeletre Tullnerbach, délre Pressbaum, nyugatra Asperhofen.

## Története
A mai önkormányzat települései közül először Abstettent említik egy 983-991 között keletkezett dokumentumban; itt szerveztek először egyházközséget is, a többi egyházközség innen szakadt el idővel. Sieghartskirchen egy dombon épült erődtemplom körül létrejött településből fejlődött ki, nevét a templom alapítójáról, egy bizonyos Sieghardról kapta. A falut először 1051-ben említik, amikor III. Henrik császár odaadományozta a hainburgi apátságnak. Egyházközségének felügyeletét II. Rapoto von Ortenburg palotagróf a bajorországi Baumburg apátságának adta és ott is maradt a kolostor 1803-as feloszlatásáig. 
Sieghartskirchen mezővárosi jogállásának első bizonyítéka 1581-ből származik. A Bécs-Linz út mentén fekvő településen a 16. században postaállomás is létesült. Könnyű elérhetőségének köszönhetően a 19. századtól népszerű üdülőhellyé fejlődött. 
1590-ben Ried bei Riedersbergben volt az epicentruma az eddig ismert legerősebb ausztriai földrengésnek, melynek hatására még Bécsben is leomlott egy templomtorony. 1805-ben és 1809-ben Napóleon megszállt a sieghartskircheni plébánián. Az 1848-as forradalom idején Ferdinánd császár és felesége is kivonult ide a forrongó Bécsből. 

## Lakosság
A sieghartskircheni önkormányzat területén 2022 januárjában 7758 fő élt. A lakosságszám 1961 óta gyarapodó tendenciát mutat. 2020-ban az ittlakók 88,5%-a volt osztrák állampolgár; a külföldiek közül 2% a régi (2004 előtti), 5,4% az új EU-tagállamokból érkezett. 3,1% az egykori Jugoszlávia (Szlovénia és Horvátország nélkül) vagy Törökország, 1% egyéb országok polgára volt. 2001-ben a lakosok 78,9%-a római katolikusnak, 2,1% evangélikusnak, 2,1% ortodoxnak, 2,2% mohamedánnak, 12,8% pedig felekezeten kívülinek vallotta magát. Ugyanekkor 27 magyar élt a mezővárosban; a legnagyobb nemzetiségi csoportokat a németek (90,8%) mellett a horvátok (2,4%), a szerbek (2,1%) és a törökök (1,6%) alkották.
A népesség változása:

| 2016 | 7 427 |
| 2018 | 7 528 |

## Látnivalók
- Ried am Riederberg várának romjai
- a rappoltenkircheni kastély
- a plankenbergi kastély

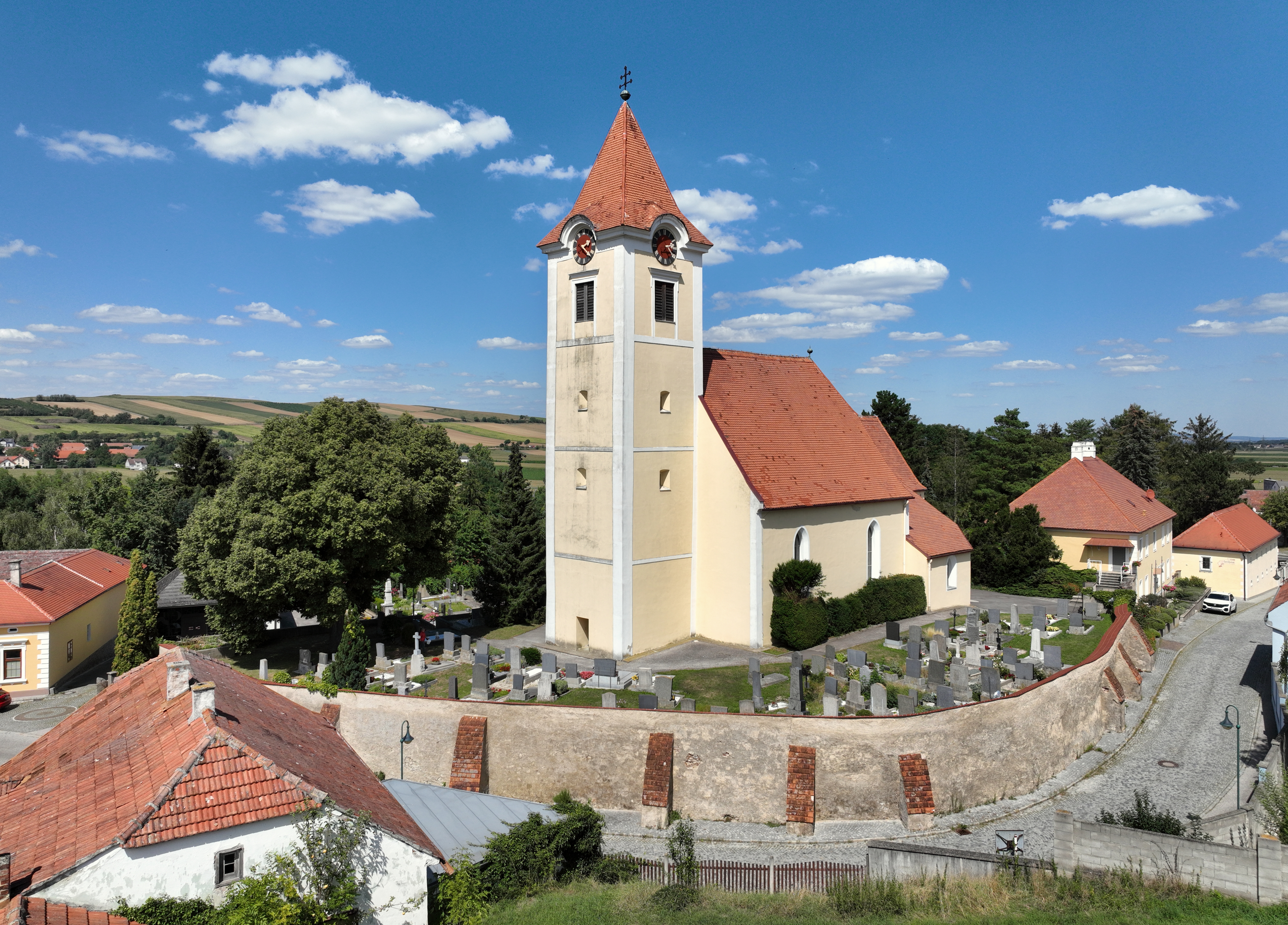
Az abstetteni Szt. Márton-plébániatemplom

- az abstetteni Szt. Márton-plébániatemplom
- a Ried am Riederberg-i Keresztelő Szt. János-plébániatemplom
- az ollerni Szt. Rókus-plébániatemplom
- a sieghartskircheni Szt. Margit-plébániatemplom
- az ún. "római sír", kelta-pannon halomsír

## Testvértelepülések
- Bábolna (Magyarország)

## Fordítás
- Ez a szócikk részben vagy egészben  a   Sieghartskirchen című német Wikipédia-szócikk ezen változatának fordításán alapul.  Az eredeti cikk szerkesztőit annak laptörténete sorolja fel. Ez a jelzés csupán a megfogalmazás eredetét és a szerzői jogokat jelzi, nem szolgál a cikkben szereplő információk forrásmegjelöléseként.